# Nano-ITX

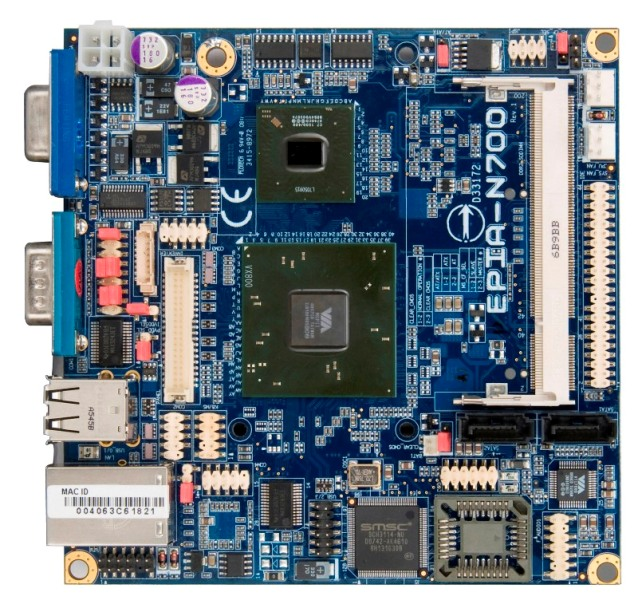
Ett VIA-moderkort i formfaktorn Nano-ITX

Nano-ITX är en formfaktor för moderkort utvecklad av VIA Technologies. Storleken på Nano-ITX moderkort är 120 mm x 120 mm och har en integrerad lågeffekt processor.